# Carin Hernskog
Carin Jeanette Eleonor Hernskog (* 22. Februar 1963 in Göteborg, Göteborgs och Bohus län) ist eine ehemalige schwedische Freestyle-Skierin. Sie war auf die Disziplin Aerials (Springen) spezialisiert. Hernskog gewann zwei Weltmeisterschaftsmedaillen und fünf Wettkämpfe im Weltcup.

## Biografie
Carin Hernskog gab Ende März 1984 im schwedischen Sälen ihr Debüt im Freestyle-Skiing-Weltcup und belegte als Fünfte auf Anhieb ein Spitzenergebnis. Ihr erster Podestplatz gelang ihr zu Beginn der folgenden Saison mit Rang drei in Tignes. Mit drei weiteren Podiumsplatzierungen schaffte sie es in der Disziplinenwertung auf Rang sieben und etablierte sich damit in der Weltspitze. Im Januar 1986 gewann sie in Lake Placid ihr erstes Weltcup-Springen und gehörte danach zu den Favoritinnen bei den ersten Freestyle-Weltmeisterschaften in Tignes. Dort gewann sie hinter Maria Quintana die Silbermedaille. In der Disziplinenwertung unterlag sie um einen Punkt Anna Fraser.
Ihre erfolgreichste Saison hatte Carin Hernskog 1986/87. Nach drei Siegen in Tignes, am Mont Gabriel und in Voss wurde sie in der Weltcup-Disziplinenwertung erneut Zweite und musste sich diesmal nur Sonja Reichart geschlagen geben. Bei den Olympischen Spielen von Calgary, wo Freestyle-Skiing erstmals mit Demonstrationswettbewerben vertreten war, gewann Hernskog hinter Melanie Palenik und Sonja Reichart die Bronzemedaille. Ihren letzten Weltcup bestritt sie im März 1988 am Oberjoch.

## Erfolge

### Olympische Spiele
- Calgary 1988: 3. Aerials (Demonstrationswettbewerb)

### Weltmeisterschaften
- Tignes 1986: 2. Aerials
- Calgary 1988: 3. Aerials

### Weltcupwertungen
| Saison  | Gesamt | Gesamt | Aerials | Aerials |
| Saison  | Platz  | Punkte | Platz   | Punkte  |
| ------- | ------ | ------ | ------- | ------- |
| 1984    | 29.    | 1      | 14.     | 8       |
| 1984/85 | 20.    | 6      | 7.      | 42      |
| 1985/86 | 9.     | 11     | 2.      | 67      |
| 1986/87 | 8.     | 10     | 2.      | 63      |
| 1987/88 | 22.    | 7      | 8.      | 47      |

### Weltcupsiege
Hernskog errang im Weltcup 17 Podestplätze, davon 5 Siege:
| Datum             | Ort          | Land       | Disziplin |
| ----------------- | ------------ | ---------- | --------- |
| 19. Januar 1986   | Lake Placid  | USA        | Aerials   |
| 11. Dezember 1986 | Tignes       | Frankreich | Aerials   |
| 11. Januar 1987   | Mont Gabriel | Kanada     | Aerials   |
| 1. März 1987      | Voss         | Norwegen   | Aerials   |
| 24. Januar 1988   | Breckenridge | USA        | Aerials   |

### Weitere Erfolge
- 1 schwedischer Meistertitel (Aerials 1988)[2]
- Silber bei den Europameisterschaften im Aerials 1987